# Great Notley
Great Notley es una parroquia civil situada en el distrito de Braintree, en Essex, Inglaterra. Según el censo de 2021, tiene una población de 6800 habitantes.
Está ubicada al noreste de Londres y a poca distancia de la ciudad de Chelmsford y de la costa del mar del Norte.